# Benim nos Jogos Olímpicos de Verão de 1992
O Benim competiu nos Jogos Olímpicos de Verão de 1992 em Barcelona, Espanha.

## Resultados por Evento

### Atletismo
100 m masculino
- Pascal Dangbo
  - Eliminatórias — 11.03 (→ não avançou, 60º lugar)